# ChangKong-1
Die unbemannten Luftfahrzeuge der ChangKong-1-Reihe (chinesisch 长空一号, Pinyin Cháng Kōng Yīhào – „Weiter Himmel Nr. 1“) basieren konstruktiv auf der sowjetischen Lawotschkin La-17. Sie waren die ersten Zieldarstellungsdrohnen der Volksrepublik China und wurden über viele Jahrzehnte für chinesische Anforderungen weiterentwickelt und mit eigener Technik ausgerüstet.

## Geschichte
Bereits Ende der 1950er Jahre erhielt China eine Lieferung von wenigen La-17-Drohnen. Nach dem politischen Bruch mit der Sowjetunion und dem damit verbundenen Wegfall des Lieferanten, entschloss man sich in China eine eigene Zieldarstellungsdrohne zu produzieren. Als der einfachste und schnellste Weg erwies sich der, eine Kopie der bewährten La-17 anzufertigen, wie es die Volksrepublik zu jener Zeit mit vielen sowjetischen Flugzeugmustern machte.
Das ChangKong-1-Projekt begann im März 1965 an der Abteilung 2 (二部, Luft-Luft-Raketen) der Erprobungs- und Ausbildungsbasis der Luftstreitkräfte der chinesischen Volksbefreiungsarmee (中国人民解放军空军试验训练基地) in Dingxin (鼎新镇), etwa 100 km südlich des Kosmodroms Jiuquan und organisatorisch diesem unterstehend,
unter Federführung von General Zhao Xu (赵煦, * 1938). Der Erstflug fand am 6. Dezember 1966 statt,
aber wegen der chinesischen Kulturrevolution musste die Entwicklung mehrfach unterbrochen werden. Die Arbeiten an dem Projekt wurden von der Luftwaffe 1968 an die damalige Luftfahrtakademie Nanjing (die heutige Universität für Luft- und Raumfahrt Nanjing) abgegeben.
Erst 1976 und damit mehr als zehn Jahre nach Beginn der Entwicklungsarbeiten kam die als CK-1 (Chang Kong – Blauer Himmel) bezeichnete Zieldrohne offiziell zu den Streitkräften. Dort wird sie auch unter der Bezeichnung „Ziel-5“ bzw. D-5 genutzt, 
weswegen sich einige Quellen auch mit der Bezeichnung Ba-5 bzw. 靶-5, also „Ziel[darstellungsdrohne] 5“, auf die CK-1 beziehen, wobei allerdings schon eine unbemannte Zieldrohnenversion des Jagdflugzeuges J-5 (MiG-17) schlüssigerweise so bezeichnet wird.

## Konstruktion
Trotz des offensichtlichen Vorfahren war die ChangKong-1 keine 1-zu-1-Kopie. Als Antrieb dienten umgebaute Turbojets Wopen WP-6 – eine in Lizenz produzierte RD-9B-Turbine. Durch die Verwendung eines Strahltriebwerks von Anfang an hatten die chinesischen Konstrukteure den gleichen Weg beschritten wie ihre sowjetischen Kollegen mit den aktuellen La-17-Weiterentwicklungen der damaligen Zeit. Die WP-6-Triebwerke wurden von J-6 (MiG-19)-Maschinen ausgebaut, als sie ihre vorgesehene Einsatzzeit fast erreicht hatten und durch den Ausbau des Nachbrenners und Modifikation des Lufteinlaufs für die Montage an der CK-1 vorbereitet. Die erste Triebwerksversion lieferte einen Schub von 21,08 kN. Weitere Unterschiede zur La-17 betrafen kleinere Änderungen am Rumpf, ein eigener Autopilot und den Einbau eines Fallschirmsystems.
Alle chinesischen Varianten waren von vornherein für den Bodenstart ausgelegt. Dazu wurde die Drohne auf einen antriebslosen Startwagen gesetzt, von dem sie auf normalen Startbahnen abheben konnte. Ein Bremsschirm stoppte den Startwagen, nachdem die Trennung von der Zieldrohne nach Erreichen einer festgelegten Geschwindigkeit erfolgt war. Während zuerst nur die Turbine zur Startbeschleunigung diente, konnten später Hilfsraketen die Startstrecke deutlich verkürzen.

## Weiterentwicklung

### CK-1A
Die erste Weiterentwicklung mit der Bezeichnung CK-1A erhielt zylindrischer Ausrüstungsbehälter, die unterhalb der Tragflächen am Rumpf befestigt wurden. Darin wurden bei Atombombenversuchen Proben genommen, indem die CK-1A direkt nach der Detonation durch die radioaktive Wolke flog. Die in wenigen Stückzahlen produzierte CK-1A konnte die Verwendung bemannter Flugzeuge für ähnliche Probenflüge ersetzen und schnellere und direktere Ergebnisse liefern.

### CK-1B
Um eine vollwertige Zieldrohne einsetzen zu können, wurde bis zum Jahr 1983 die für niedrige Flughöhen optimierte CK-1B entwickelt. Die Ausrüstungsbehälter wurden vergrößert und um zusätzliche Treibstofftanks ergänzt. Außerdem wurden darin ein Rauchgenerator oder Lichtreflektierende Raketen als optische Hilfe für die Piloten und den Drohnenbediener am Boden sowie Radarreflektoren zur Nachbildung einer kampfflugzeugtypischen Radarsignatur eingebaut. Zum gleichen Zweck dienten auch die Infrarot-Transmitter in den Flügelenden.

### CK-1C
Zur Zieldarstellung moderner Jagdflugzeuge entwickelten die chinesischen Konstrukteure 1984 die CK-1C, die als erste Version in signifikanten Stückzahlen gebaut wurde. Mit dessen verstärktem Rumpf und dem angepassten Flugkontrollsystem konnte die Zieldrohne auch Manöver mit hoher g-Belastung fliegen und so agile Kampfflugzeuge simulieren. In den Flügelenden wurde ein Messsystem von Nahbereichstreffern installiert. Zusätzlich zum raketenunterstützten Rollstart konnte die Drohne auch fliegend von großen Flugzeugen aus gestartet werden.

### CK-1E
Mit der CK-1E kam eine weitere für sehr niedrige Flughöhen optimierte Variante mit kürzerer Flügelspannweite zu den Streitkräften, die zur Darstellung der Konturenflüge von Flugzeugen und Marschflugkörpern diente. Die Entwicklung begann 1986 und die Testflüge begannen zwei Jahre später und führten zur Indienststellung einer Zieldrohne die auch in Flughöhen von 50 bis 100 Meter über Grund 850 km/h schnell fliegen konnte.

### CK-1G
Im Jahr 2000 wurde die als CK-1G benannte Version mit Startraketen bei den Streitkräften eingeführt, wodurch der Betrieb nicht länger auf Startbahnen begrenzt ist.

### CK-2
Anfang der 1990er Jahre begann das Entwicklungsprogramm der ChangKong 2, die maßgeblich auf der CK-1 basiert. Die überschallfähige Drohne ermöglicht die realistische Zieldarstellung von Luftbedrohungen der neuesten Generation und wurde erstmals mit einem digitalen Flugkontrollsystem ausgestattet. Über Details zum Programm-Status der ChangKong Drohnen bezüglich aktueller Entwicklungen oder Nutzung seitens der chinesischen Streitkräfte ist nichts bekannt. Auch wie viele Drohnen bisher produziert wurden, ist unklar, allerdings sollen es bis 1987 – kurz vor der Einführung der CK-1E – nur 50 Exemplare gewesen sein.

## Technische Daten
| Kenngröße               | Daten der CK-1C                                         |
| ----------------------- | ------------------------------------------------------- |
| Länge:                  | 8,44 m                                                  |
| Spannweite:             | 7,50 m                                                  |
| Flügelfläche:           | 8,55 m²                                                 |
| Höhe:                   | 2,96 m                                                  |
| Leergewicht:            | 1537 kg                                                 |
| Maximales Startgewicht: | 2450 kg                                                 |
| Treibstoffkapazität:    | Innentank: 600 kg Außentanks: 280 kg                    |
| Einsatzgeschwindigkeit: | 850–910 km/h                                            |
| Einsatzflughöhe:        | 500–16.500 m                                            |
| Einsatzradius:          | 600–900 km                                              |
| Flugdauer:              | 45–60 min                                               |
| Triebwerk:              | Shenyang WP-6 Turbojet mit einer Schubkraft von 24,5 kN |